# فرشهایم
فرشهایم (به آلمانی: فورشهایم) یک شهر در آلمان است که در فرشهایم واقع شده‌است.

## خصوصیات
فرشهایم ۳۰٬۷۰۵ نفر جمعیت دارد.

## خواهرخوانده
شهرهای Broumov، گرله، لو پرو-سور-مرن، پوسنک، Roppen، روورتو، Lavis و Biscarrosse خواهرخوانده‌های فرشهایم هستند.